# Friázino
Friázino (del ruso: Фря́зино) es una ciudad del óblast de Moscú, en Rusia. Para el año 2010 la población era de 55 449 habitantes. Está situada a 25 km al nordeste de Moscú, en la carretera Fryanovskoe, a orillas del Liuboséyevka, afluente del Voria y por tanto en la cuenca hidrográfica del Volga. Centro de la electrónica de microondas ruso (soviético).

## Economía

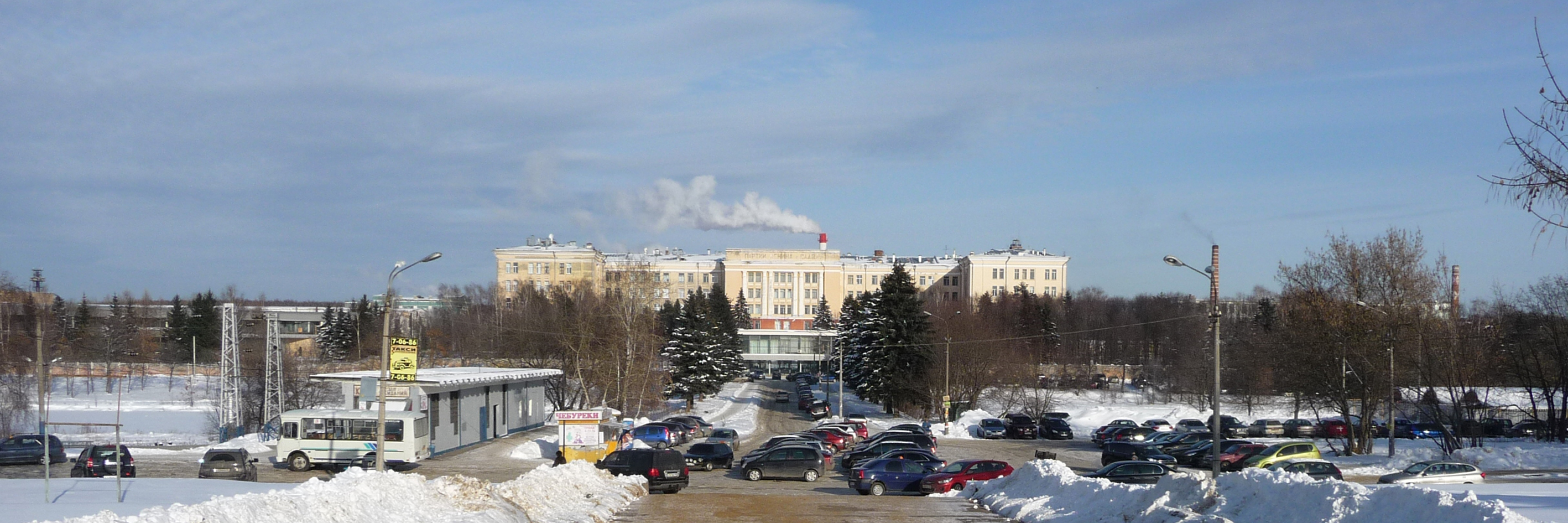
En el centro, al fondo, el edificio principal del RPC «Istok». A la izquierda — el edificio de una planta de la estación de trenes «Friázino-Pasazhirsskaya», a la izquierda se ve el ferrocarril hacia Moscú. Detrás — cubierto de nieve y congelado, el estanque en el río Liuboséyevka.

En 1901 se fundó la fábrica de tejidos de seda de Anna Kaptsova. Fue el primer edificio de piedra del pueblo (La fábrica fue nacionalizada en 1918 y liquidada por la decisión de «Shyolkotrest» en 1929).
En el año 1933 en el edificio de la antigua fábrica de tejidos de seda se fundó la planta de lámparas «Radiolampa». Desde entonces, Friazino se convierte en el centro de la industria radio-electrónica. En 1943, se inaugura el primer instituto de investigación con una planta piloto (SRI-160, su nombre moderno — RPC «Istok»), y en adelante el número de los institutos se incrementa a cinco. En 1955 se inicia la construcción de una sede del Instituto de Radio Electrónica de la Academia de Ciencias de la URSS.
En la época soviética, la ciudad se desarrolla alrededor de las empresas que trabajan por encargo de la industria militar. Con el colapso de la Unión Soviética, estas instituciones se han visto obligadas a despedir a la mayoría de sus empleados. En la actualidad, gran parte de la población trabaja en Moscú.
Debido a la conversión de los institutos de investigación que trabajaban para la defensa, se han establecido nuevas empresas: 1993 — «Istok-Sistema», fabricante de equipamiento médico bajo la marca «Gastroscan», 1994 — «Istok-Audio», fabricante de audífonos. Aparte de la producción electrónica y médica, en la ciudad hay industria de confitería y la de muebles.

## Transporte
Friázino se encuentra en el paso de la carretera Friánovskoye P110. La ciudad está conectada por ferrocarril a la estación Yaroslavsky de Moscú.

## Personalidades
- Aleksandr Balandin (*1953-), cosmonauta.
- Stanislav Petrov (*1939-2017), teniente coronel del ejército soviético.